# HD 167818
HD 167818 är en ensam stjärna belägen i den mellersta delen av stjärnbilden Skytten. Den har en skenbar magnitud av ca 4,66 och är svagt synlig för blotta ögat där ljusföroreningar ej förekommer. Baserat på parallaxmätning inom Hipparcosuppdraget på ca 4,3 mas, beräknas den befinna sig på ett avstånd på ca 760 ljusår (ca 230 parsek) från solen. Den rör sig närmare solen med en heliocentrisk radialhastighet på ca -17 km/s.

## Egenskaper
HD 167818 är en orange  till gul ljusstark jättestjärna av spektralklass K3 II. Den har en massa som är ca 6 solmassor, en radie som är ca 61 solradier och har ca 1 810 gånger solens utstrålning av energi från dess fotosfär vid en effektiv temperatur av ca 4 000 K.